# Frontignan
Frontignan er en by i Hérault, i Sydfrankrig.